# العتمى (جبلة)

تعديل مصدري - تعديل

العتمى هي إحدى قرى عزلة الثوابي بمديرية جبلة التابعة لمحافظة إب، بلغ تعداد سكانها 378 نسمة حسب تعداد اليمن لعام 2004.